# Castillo de Vispieres

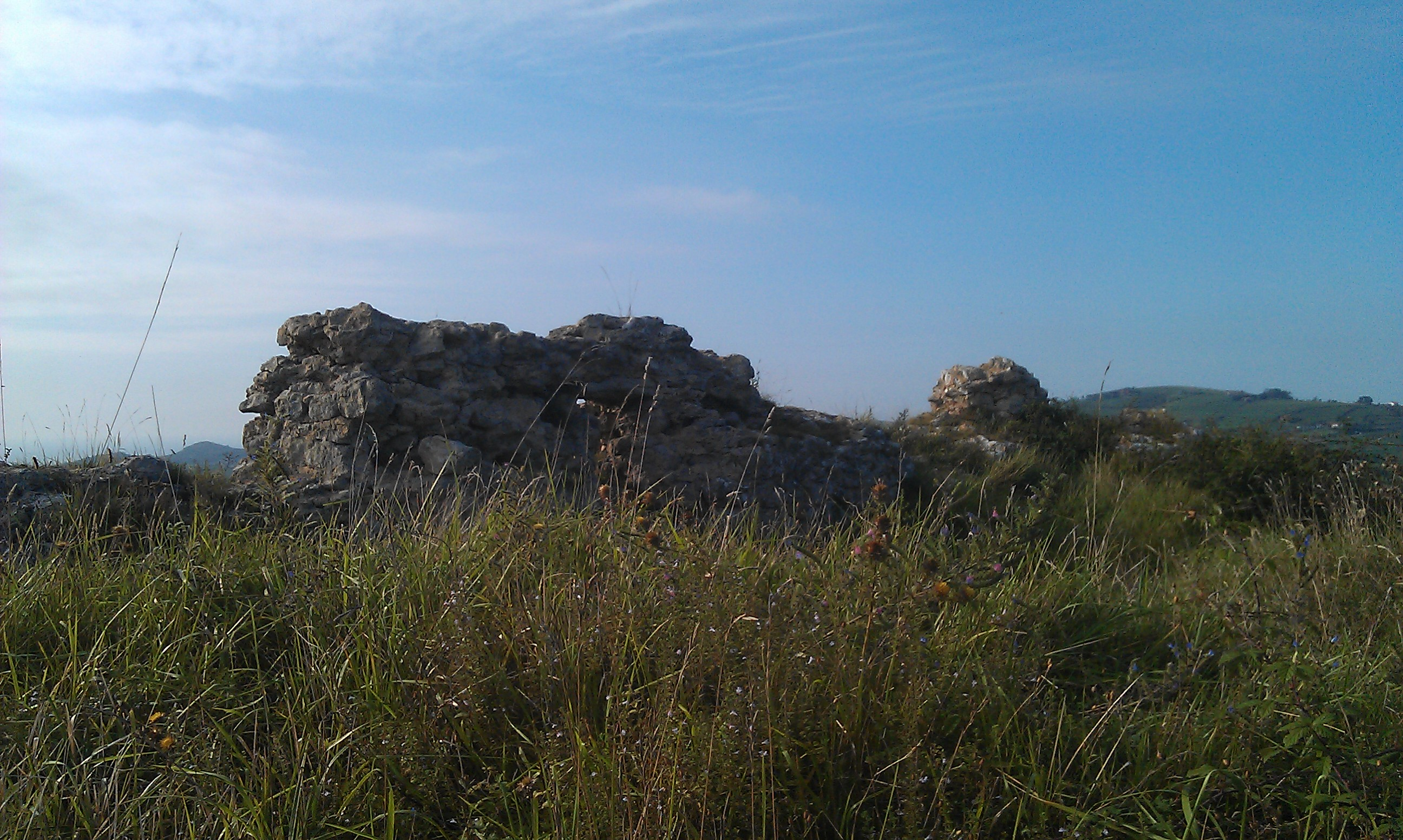
Uno de los dos lienzos de muros que quedan. En uno de ellos se conserva una tronera.

Se conoce por castillo de Vispieres a los restos de una torre altomedieval situada en lo alto del pico Vispieres, en la localidad homónima, dentro del término municipal de Santillana del Mar (Cantabria, España). De dicha torre fortificada solo quedan restos de los muros.
La torre, popularmente llamada castillo, es en realidad un recinto de 11 x 12 metros, a la luz de los restos que se conservan de mampostería unida con mortero.

## Historia
Esta edificación se construyó sobre los restos de una fortaleza romana que ejercía funciones de atalaya sobre la vía de Agrippa. Plinio el Viejo habló de un castro cántabro que ha sido relacionado con este lugar en su Historia Natural, sobre el cual se habría construido la fortificación romana.
La construcción medieval perteneció a la realeza hasta que en el siglo XIV Alfonso XI de Castilla lo legó a su hijo Tello. Después fue propiedad de los marqueses de Santillana, dueños entre otros títulos del de duques del Infantado. La torre probablemente quedó abandonada en el siglo XVI. El Diccionario geográfico-estadístico de España y Portugal de 1827 ya recoge que del castillo de Vispieres solo quedaban las paredes.